# Tanglewilde
Tanglewilde – jednostka osadnicza w Stanach Zjednoczonych, w stanie Waszyngton, w hrabstwie Thurston.